# Wysokie napięcie

Znak ostrzegający przed wysokim napięciem

     Działające
     W budowie
     Planowane

Działające
W budowie
Planowane
Mapa linii wysokiego napięcia prądu stałego (HVDC) w Europie (2008)

Wysokie napięcie – każde napięcie elektryczne w obwodach prądu przemiennego większe od 1000 woltów (1 kV) przy częstotliwości nie większej niż 60 herców, oraz napięcie w obwodach prądu stałego większe od 1500 woltów.
Wysokie napięcie (zapisywane skrótowo jako WN) w elektroenergetyce oznacza napięcie elektryczne od 60 kV. Górna granica przedziału wysokiego napięcia jest określana jako 400 kV, powyżej której występuje najwyższe napięcie.
Wysokie napięcia są stosowane przy przesyle energii elektrycznej (na dalsze odległości) – zwiększają możliwości i efektywność przesyłu takiej energii (straty mocy w przewodzie są proporcjonalne do kwadratu natężenia prądu elektrycznego przepływającego przez przewodnik – dlatego też podwyższanie napięcia służy obniżaniu tych strat; zobacz też sieć wysokiego napięcia). Tym niemniej zarówno wytwarzanie, jak i użytkowanie energii elektrycznej przy wysokich napięciach, praktycznie nie jest realizowane – z tego względu w sieciach energetycznych stosuje się powszechnie transformatory, które między innymi odpowiednio przekształcają energię elektryczną generowaną do linii przesyłowych sieci elektroenergetycznej jak i pobieraną z nich.
Do najważniejszych zagadnień techniki wysokich napięć należą zagadnienia związane z wyładowaniami elektrycznymi i układami izolacyjnymi.